# Caeté (Minas Gerais)
Caeté is een gemeente in de Braziliaanse deelstaat Minas Gerais. De gemeente telt 40.634 inwoners (schatting 2009).